# Siren (serie televisiva)
Siren (conosciuta precedentemente come The Deep) è una serie televisiva statunitense creata da Eric Wald e Dean White. È andata in onda per la prima volta il 29 marzo 2018 su Freeform.
In Italia, la serie viene pubblicata dal 5 novembre 2018 su TIMvision e trasmessa in chiaro su Rai 4 dal 21 ottobre 2019.

## Trama
La cittadina costiera di Bristol Cove, nello stato di Washington, è conosciuta per la leggenda secondo la quale è stata casa delle sirene, e viene sconvolta quando una misteriosa giovane donna, Ryn, compare e inizia a creare scompiglio per trovare sua sorella, Donna, che è stata rapita dall'esercito locale. I biologi marini Ben e Maddie scoprono che Ryn e la sorella in realtà sono sirene, e lavorano quindi insieme per capire chi e che cosa ha portato questi primordiali cacciatori delle acque profonde sulla terra.

## Personaggi e interpreti

### Principali
- Ben Pownall (stagione 1-3), interpretato da Alex Roe e doppiato da Fabrizio De Flaviis.
Un biologo marino che aiuta Ryn. È fidanzato con Maddie e la sua famiglia è la più ricca di Bristol Cove, controllando l'industria ittica locale. Un suo antenato, Charles Pownall, aveva concepito una figlia con una sirena. Al suo primo incontro con Ryn, lei, non sapendo ancora parlare, canta per lui, e questo lo porta a sviluppare una forte ossessione per la giovane sirena. Inizialmente questo porta ad alcune incomprensioni con Maddie, ma progressivamente i due si rendono conto di essersi entrambi innamorati di Ryn, con cui intrecciano una relazione poliamorosa. Cerca di aiutare Ryn e le altre sirene proteggendo sia loro sia gli umani.
- Ryn Fisher (stagione 1-3), interpretata da Eline Powell e doppiata da Valentina Favazza.
Una giovane sirena che ha preso il nome da un cavalluccio marino visto in un cartone animato il suo primo giorno sulla terra ferma. Sotto un'apparente ingenuità e innocenza, si trova una creatura molto intelligente e, se minacciata, pericolosa, essendo dotata di una forza molto superiore rispetto a quella di un umano. È comunque una creatura curiosa, altruista e gentile, protettiva con chi le mostra affetto. Impara in pochissimo tempo la lingua inglese, pur limitandosi a frasi corte ed essenziali. Inizialmente prova attrazione per Ben dopo aver cantato per lui ma, quando scopre che la sua "canzone" ha influenzato pericolosamente la psiche del giovane, decide di allontanarsi da lui per un po'. Dopo la morte della sorella continua a vivere con Helen, e col tempo sviluppa sentimenti romantici sia per Ben sia per Maddie. Quando il resto del suo branco giunge sulla terraferma per farsi aiutare, lei accetta senza esitazione. Si accoppia sulla terraferma col tritone Mate, ma a causa di problemi di fertilità, il gruppo di ibridi le ruba l'embrione mettendolo nell'utero di Meredith che partorisce sua figlia Hope, mentre nel suo utero mettono un embrione che muore dopo pochi giorni.
- Maddie Bishop (stagione 1-3), interpretata da Fola Evans-Akingbola e doppiata da Benedetta Degli Innocenti.
Una biologa marina, che è anche la ragazza di Ben. Suo padre adottivo è lo sceriffo di Bristol Cove, mentre sua madre è una tossicodipendente. Inizialmente è interessata quanto Ben alla scoperta sulle sirene e presto anche lei si affeziona a Ryn ma, quando cominciano i primi disordini dovuti all'arrivo di altre sirene, Maddie si accorge di come l'ossessione che Ben ha sviluppato dopo aver sentito la canzone di Ryn l'abbia allontanato da lei, quindi decide di lasciare temporaneamente il fidanzato affinché lui impari a controllarsi. In seguito però anche lei si rende conto di provare sentimenti romantici per Ryn e, quando ne ascolta anche lei la canzone, si riavvicina a Ben e i due iniziano una relazione poliamorosa con la sirena.
- Xander McClure (stagione 1-3), interpretato da Ian Verdun e doppiato da Stefano Crescentini.
Un pescatore delle acque profonde, che cerca di scoprire la verità. Lui e Ben sono amici sin dall'infanzia, nonostante siano anche molto diversi per quanto riguarda la famiglia e la vita che fanno. Quando suo padre viene ucciso dal tritone Levi, comincia a dare la caccia a quest'ultimo, con risultati tragici. Nella terza stagione diventa il nuovo sceriffo di Bristol Cove.
- Helen Hawkins (stagione 1-3), interpretata da Rena Owen e doppiata da Cinzia De Carolis.
Una donna eccentrica, che sembra sapere sulle sirene più di quanto dica. Viene poi rivelato che è un ibrido donna/sirena discendente di Charles Pownall e della sua fidanzata sirena che venne a vivere sulla terraferma. Essendo sirena solo per un ottavo non è in grado di trasformarsi, ma presenta comunque alcune caratteristiche per cui sia Ryn sia le altre sirene che la incontrano intuiscono subito le sue origini.
- Donna (stagione 1, guest stagione 3), interpretata da Sibongile Mlambo e doppiata da Monica Bertolotti.
Una mistica e apparentemente potente sirena, che è la sorella di Ryn. Dopo essere scappata dal laboratorio in cui era rinchiusa assume l'identità di un'infermiera che aveva ucciso durante la fuga.
- Tia (stagione 3), interpretata da Tiffany Lonsdale.
Una spietata sirena leader di un'altra colonia di sirene intorno a Bristol Cove,rapita e addestrata per 10 anni dai militari, che vuole unire tutte le sirene sotto il suo dominio e ridurre in schiavitù gli umani. Dopo una lunga battaglia verrà uccisa da Ryn che diventerà la leader della sua colonia di sirene.

### Ricorrenti
- Chad Rook è Chris Mueller, un pescatore,amico di Ben, Xander e Calvin, che è stato portato alla base militare, dopo esser stato ferito da Donna.
- Curtis Lum è Calvin Lee, un pescatore asiatico, amico di Xander e Ben.
- Ron Yuan è Aldon Decker, un esperto di sirene che lavora per i militari e dopo aver sentito il suo canto è ossessionato da Donna.
- Gil Birmingham è Dale Bishop, lo sceriffo del Bristol Cove Sheriff Department e patrigno di Maddie.
- David Cubitt è Ted Pownall, il padre di Ben, capo dell'industria della pesca della città.
- Sarah-Jane Redmond è Elaine Pownall, la madre di Ben, paralizzata dopo un incidente.
- Tammy Giles è Marissa Staub, la vice sceriffo del Bristol Cove Sheriff Department.
- Hannah Levien è Janine, la fidanzata di Calvin, che è anche una barista al Siren's Song. Nella terza stagione si sposa con Calvin.
- Andrew Jenkins è Doug Pownall, il fratello di Ben.
- Anthony Harrison è l'ammiraglio Harrison, il capo della base militare dove Donna è stata tenuta prigioniera.
- Michael Rogers è David Kyle, il nuovo capo della base militare al posto dell'ammiraglio Harrison.
- Aylya Marzolf è Katrina, la ex leader alpha delle sirene della colonia di Ryn, che tradisce Ryn per unirsi alla colonia di Tia, che è la sua di nascita.
- Sedale Threatt Jr. è Levi Fisher, un guerriero tritone della colonia di Ryn
- Hugo Ateo è Frank Fisher/Sarge, un guerrirero tritone della colonia di Ryn, che s'innamora di Helen Hawkins.
- Millan Tesfagi è Cami Fisher, una sirena figlia di Donna e nipote di Ryn.
- Alvina August è Viv Fisher, una sirena della colonia di Ryn.
- Georgia Scarlet Waters è Eliza Fisher, una sirena della colonia di Ryn.
- Garcelle Beauvais è Susan Bishop, la madre di Maddie.
- Jill Teed è Patti McClure, la madre di Xander e vedova di Sean McClure
- Natalee Linez è Nicole Martinez, militare che fa ricerche e esperimenti sulle sirene sostituendo Aldon Decker, si fidanza con Xander.
- Luc Roderique è Ian Sutton, giornalista e ambientalista che aiuta Ben e Maddie nel far chiudere la Klesco Oil Company.
- David Kaye è Jerry, un uomo che lavora al centro ricerche marine con Ben e Maddie e crea documenti falsi inventandosi i loro nomi e il cognome Fisher per Ryn e la sua colonia di sirene e tritoni. Doppiato da Gianluca Crisafi
- Brendan Fletcher è Rick Marzdan, lontano parente di Helen Hawkins, che come lei è un ibrido uomo/tritone che discende da Charles Pownall e la sua fidanzata sirena che venne a vivere sulla terraferma. Essendo un tritone solo per un ottavo non può trasformarsi, ma Ryn e la sua colonia intuiscono subito le sue origini.
- Caroline Cave è Elizabeth "Beth" Marzdan, sorella maggiore di Rick e lontana parente di Helen Hawkins, che come lei e suo fratello è un ibrido donna/sirena che discende da Charles Pownall e la sua fidanzata sirena che venne a vivere sulla terraferma. Essendo una sirena solo per un ottavo non può trasformarsi, ma Ryn e la sua colonia intuiscono subito le sue origini. È la leader di un gruppo di ibridi donne/sirene e uomini/tritoni.
- Daniel Cudmore è Bryan, un ibrido uomo/tritone marito di Leena e padre di Meredith, che fa parte del gruppo di Beth.
- Kaaren de Zilva è la dottoressa Leena, un ibrido donna/sirena moglie di Bryan e madre di Meredith, che fa parte del gruppo di Beth.
- Kiomi Pyke è Meredith, un ibrido donna/sirena figlia di Bryan e Leena, le viene impiantato dai genitori, l'embrione di Ryn nel suo utero per avere una discendenza purosangue. Alla fine partorisce la sirena Hope, figlia di Ryn e Mate, morendo.
- Katie Keough è Hunter, una sirena cacciatrice della colonia di Ryn.
- Aryeh-Or è Mate, un tritone che si accoppia con Ryn sulla terraferma mettendola incinta per continuare la discendenza delle sirene e dei tritoni, ma grazie a un inganno l'embrione di Ryn viene inserito nell'utero di Meredith che partorisce la loro figlia Hope, mentre nell'utero di Ryn le mettono un embrione che muore dopo pochi giorni.
- Deniz Akdeniz è Robb Wellens, un tritone che vivendo sulla terra da 15 anni è rimasto bloccato per sempre in forma umana. Viene da una colonia di sirene dell'Alaska, dove nascendo solo sirene per continuare la specie alcune di loro, proprio come Robb, grazie a una pozza magica possono cambiare sesso diventando da sirena a tritone.
- Sisse Marie e Ben Sullivan sono Yura, leader della colonia di sirene dell'Alaska, che grazie all'aiuto di Robb, Maddie e Ben, riesce a trasformarsi da sirena a tritone per continuare la loro specie ormai decimata.
- Alix West Lefler e' Hope, bambina sirena figlia di Ryn e Mate, partorita da Meredith.
- Megan Danso è Annie Brennan, recluta della polizia amica di Xander.

### Guest
- Brian Anthony Wilson è Sean McClure, il padre di Xander e capitano della barca da pesca "The North Star" che viene ucciso dal tritone Levi per ordine della sirena Katrina.

## Episodi
| Stagione         | Episodi | Prima TV USA | Prima TV Italia |
| ---------------- | ------- | ------------ | --------------- |
| Prima stagione   | 10      | 2018         | 2018            |
| Seconda stagione | 16      | 2019         | 2020            |
| Terza stagione   | 10      | 2020         | 2021            |

## Produzione

### Sviluppo
Il 25 luglio 2016 Freeform ordinò un episodio pilota intitolato The Deep, basato su un racconto di Eric Wald e Dean White.
Il 19 aprile 2017 la serie venne poi ordinata con il titolo attuale, Siren. Il 7 ottobre la rete annunciò che la serie sarebbe stata trasmessa dal 29 marzo 2018 con un evento di 2 ore.
Il 15 maggio 2018 la serie è stata rinnovata per una seconda stagione, composta da 16 episodi, prevista per il 24 gennaio 2019.
Il 14 maggio 2019 la serie è stata rinnovata per una terza stagione.
Alla fine della terza stagione la serie viene cancellata.

### Casting
Il 24 agosto 2016 Eline Powell si unì al cast nel ruolo di Po (poi cambiato in Ryn) e venne seguita da Rena Owen nel ruolo di Helen. Il 26 settembre 2016 Ian Verdun entrò nel cast della serie nel ruolo di Xander, seguito alcuni giorni dopo da Alex Roe e Fola Evans-Akingbola nei ruoli di Ben e Maddie, rispettivamente. Chad Rook annunciò il 16 maggio 2017, tramite Twitter, che avrebbe partecipato alla serie nel ruolo di Chris Mueller. Il 26 luglio 2017 venne annunciato che Sibongile Mlambo si era unita al cast nel ruolo di Donna.

### Musica
Michael A. Levine è il compositore della serie. L'avvincente e seducente canto delle sirene è stato scritto e composto da Levine e interpretato dalla cantautrice Mariana Barreto. Durante il ciclo di composizione Levine incorporò i suoni del violino tenore, dell'ottava viola e del gusli. Una data di uscita della colonna sonora deve ancora essere annunciata da Freeform.

### Riprese
L'episodio pilota venne girato nell'ottobre del 2016 nella Columbia Britannica, in Canada. La pre-produzione iniziò il 26 luglio 2017, mentre le riprese degli altri episodi sono iniziate il 4 agosto 2017 e sono terminate il 22 novembre dello stesso anno.

## Promozione
Il trailer ufficiale della serie venne pubblicato il 19 aprile 2017, lo stesso giorno in cui venne ordinata.

## Distribuzione

### Anteprima
Il primo episodio venne mostrato al Comic Con di New York nell'ottobre del 2017.

### Trasmissione internazionale
Nel Regno Unito la serie è stata trasmessa su SyFy dal 3 maggio 2018, mentre in Australia su FOX8 dal 30 luglio 2018. In Italia la serie è stata pubblicata il 5 novembre 2018 su TIMVision. Dal 21 ottobre 2019 è in programmazione su Rai4.

## Accoglienza
Sul sito di aggregazione di recensioni Rotten Tomatoes la serie ha un punteggio di approvazione del 94% basato su 16 recensioni, con un punteggio medio di 7,75/10. Il consenso critico del sito web recita: "Siren trasforma la tradizione in uno spettacolo unico e ben organizzato che presenta creature mitiche pericolose e violente in una luce sorprendentemente empatica ed eccitante".

## Riconoscimenti
- 2018 - Teen Choice Awards[24]
  - Candidatura per la miglior serie TV emergente